# Gioiosa Guardia

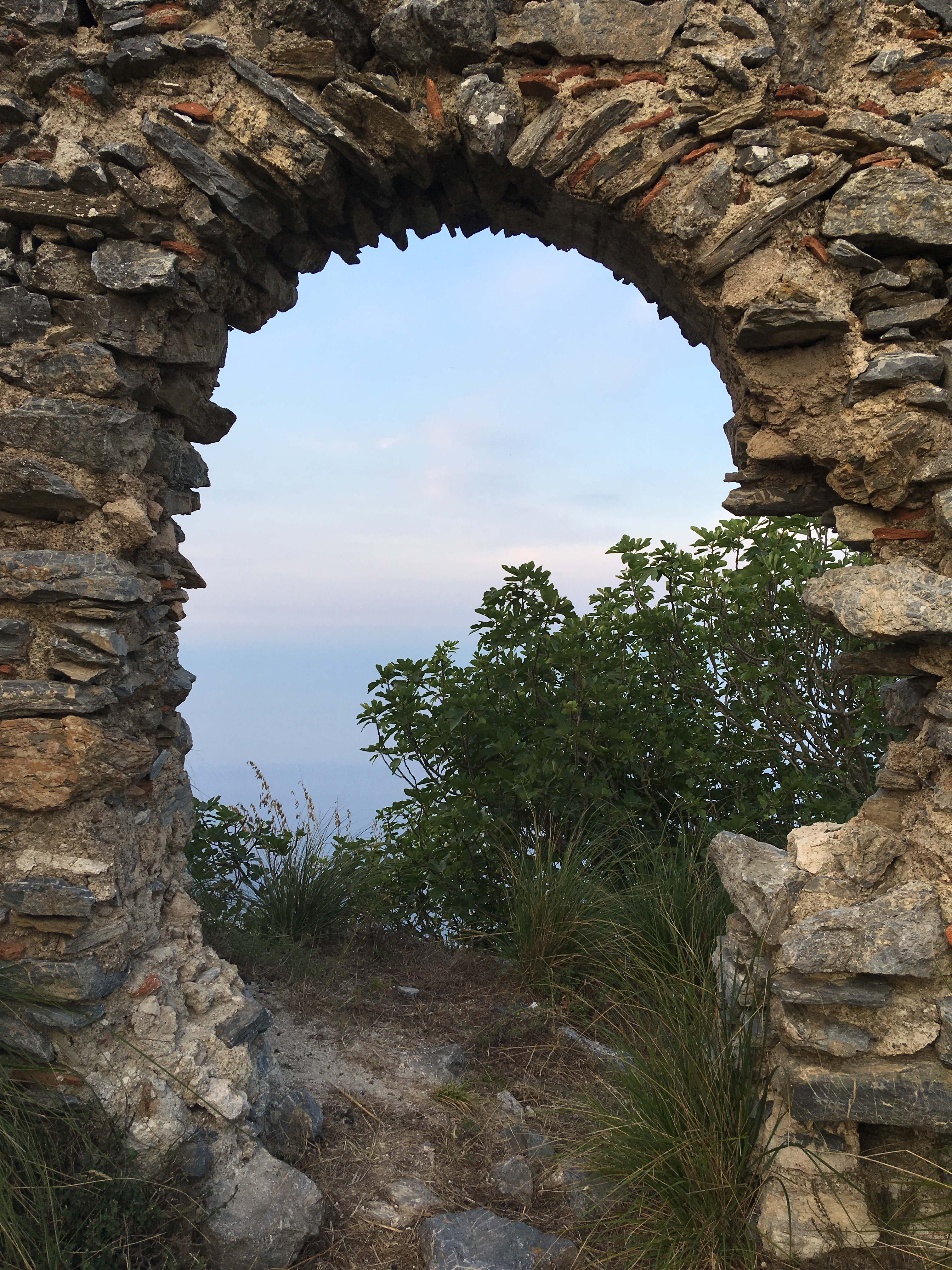
Resti di antiche costruzioni a Gioiosa Guardia

Gioiosa Guardia (o Gioiosa Vecchia) è stata una città fondata da Vinciguerra d'Aragona, eletto sotto il regno di Federico III d'Aragona, situata sul monte Meliuso, in Sicilia. Attualmente sono presenti solo alcuni vecchi ruderi.

## Storia
La città aveva facoltà di costruire torri e fortezze ove ritenesse necessario, per difendere il territorio dalle invasioni dei pirati. 
Santo protettore di Gioiosa Guardia è dapprima San Giovanni Battista, poi San Nicola. Sulla sostituzione del Patrono esistono diverse leggende.
Narra una leggenda che una grande carestia affliggeva Gioiosa Guardia. I poveri abitanti non sapevano più a quale santo rivolgersi, quando un giorno videro lontano sul mare una barca a vela avvicinarsi alla spiaggia e, giuntavi, scaricare una grande quantità di frumento. Fuori di sé dalla felicità, i gioiosani scesero alla marina, offrendo le loro ricchezze in cambio del frumento. Il capitano rifiutò ogni compenso e distribuì il grano, senza dire né chi fosse, né dove fosse diretto.
Dopo qualche anno, alcuni abitanti di Gioiosa andarono a Bari per affari. Entrati in una chiesa, in un'immagine di San Nicola riconobbero il mercante che li aveva salvati dalla carestia. Tornati al paese, raccontarono il riconoscimento: nessuno dubitò che il capitano fosse San Nicola, che venne proclamato nuovo Patrono della città.
Gioiosa Guardia fu abbandonata dopo l'ennesimo terremoto del 1783. Ai piedi del monte, in una zona denominata "ciappe di tono" (allora di proprietà della famiglia Giardina di Patti), fu fondata la nuova Gioiosa, chiamata Gioiosa Marea. Uno dei fondatori fu don Diego Forzano, che fece trasportare la statua del Santo Patrono (san Nicola) nella nuova Gioiosa; secondo la leggenda, convinse gli scettici smontando la loro porta di casa e portandola dove doveva sorgere la nuova abitazione.
Nella nuova Gioiosa furono costruite le stesse quattro chiese della città d'origine.
Nella prima chiesa, allora chiamata Chiesa del Giardino, fu commissionata al Gagini una statua della Madonna, che oggi si trova nella Chiesa di Santa Maria delle Grazie insieme ad altre opere provenienti da Gioiosa Guardia.